# Östra Nylands välfärdsområde

Östra Nylands välfärdsområde.

Östra Nylands välfärdsområde (finska: Itä-Uudenmaan hyvinvointialue) är ett av de 21 välfärdsområdena i Finland. Välfärdsområdet grundades som en del av reformen som berör social- och hälsovården och räddningsväsendet i Finland, och det omfattar östra delen av landskapet Nyland.

## Kommuner
Välfärdsområdet ansvarar för social- och hälsovård, räddningsväsendets tjänster samt elevhälsans psykolog- och kuratorstjänster från och med den 1 januari 2023 för invånarna i följande kommuner:
- Askola
- Borgå
- Lappträsk
- Lovisa
- Mörskom
- Pukkila
- Sibbo

## Tjänster
Östra Nylands välfärdsområde tar ansvaret för offentliga social-, hälso- och räddningstjänster vid 2023 års början. Kommunerna i Östra Nyland har sedan länge samarbetat när det kommer till social- och hälsovårdstjänster, såsom regional social- och krisjour, hemsjukhus, funktionshinderservice samt arbetet med konkurrensutsättning rörande social- och hälsovårdstjänster. I Östra Nyland pågår projekt som har statsunderstöd, vilka regionalt arbetar med framtidens social- och hälsovårdstjänster.

## Beslutsfattande

### Välfärdsområdesvalet
Vid välfärdsområdesval utses välfärdsområdesfullmäktige för välfärdsområdena; dessa ansvarar för ordnandet av social- och hälsovården och räddningsväsendet från och med den 1 januari 2023. Välfärdsområdena är självstyrande och den högsta beslutanderätten utövas av välfärdsområdesfullmäktige. Välfärdsområdesval anordnas samtidigt med kommunalval.
Det första välfärdsområdesvalet ordnades 23 januari 2022.

### Välfärdsområdesfullmäktige
Välfärdsområdesfullmäktige ansvarar för välfärdsområdets verksamhet och ekonomi. Fullmäktige fattar beslut om årsbudgeten, godkänner bokslutet och ansvarar för strategiska linjer.

### Mandatfördelning
|  | 10 | 4 | 4 | 3 | 20 |  |  | 13 |

|  | 10 | 5 | 3 | 5 | 20 |  | 13 |